# Финес
Финес (на испански: Fines) е населено място и община в Испания. Намира се в провинция Алмерия, в състава на автономната област Андалусия. Общината влиза в състава на района (комарка) Вале дел Алмансора. Заема площ от 23 km². Населението му е 2434 души (по данни от 2010 г.). Разстоянието до административния център на провинцията е 101 km.

## Демография
| 1996 | 1998 | 1999 | 2000 | 2001 | 2002 | 2003 | 2004 | 2005 | 2006 |
| ---- | ---- | ---- | ---- | ---- | ---- | ---- | ---- | ---- | ---- |
| 1746 | 1716 | 2594 | 2537 | 1783 | 1818 | 1903 | 1930 | 2032 | 2106 |